# Kismaros
Kismaros is een plaats (község) en gemeente in het Hongaarse comitaat Pest. Kismaros telt 1871 inwoners (2001).